# Enrico Valentini
Enrico Valentini (Núremberg, 20 de febrero de 1989) es un exfutbolista alemán que jugaba como defensa. 

## Clubes
| Club               | País     | Año       |
| ------------------ | -------- | --------- |
| F. C. Núremberg II | Alemania | 2008-2010 |
| VfR Aalen          | Alemania | 2010-2014 |
| Karlsruher SC      | Alemania | 2014-2017 |
| 1. F. C. Núremberg | Alemania | 2017-2025 |